# Clrk & McKnly
Clrk & McKnly（クラーク・アンド・マッキンリー）は、ニューヨーク、ブルックリンに本社を置くデザインオフィスである。

## 概要
2014年4月27日、デザイナーであるエイデン・クラーク、ジェイコブ・マッキンリーによって設立される。主にロゴマーク、架空の武器のデザインなどを手がけている。ブランドロゴは円錐、ブランドカラーはロイヤルブルーである。
また、傘下ブランドとしてタイラー・バイ・クラーク(英称:Tylr by Clrk)、アーク・バイ・マッキンリー(英称:A.R.K. by McKnly)を展開している。

## 社名
社名の由来は二人の創業者の姓、Clark、McKinleyから母音を除いたものである。傘下ブランドであるTylr by Clrkはエイデンの息子、タイラー(Tylor)から母音を除いたもの、A.R.K.はノアの方舟(Noah's Ark)から。